# Transfert de charge (chimie)
Pour les articles homonymes, voir Transfert de charge.
En chimie, le transfert de charge désigne le transfert d’un électron (espèce chargée) d’une orbitale moléculaire à une autre.
C'est la délocalisation des électrons qui donne à l’atome une stabilité maximum. On parle de résonance. 